# Собор Святого Лаврентия (Трогир)
Собор Святого Лаврентия (Собор Святого Ловро) (хорв. Katedrala sv. Lovre) — кафедральный собор города Трогир (Хорватия). Расположен в северной части главной городской площади. Собор был построен в XIII—XVI веках на фундаменте старой базилики.
Главными достопримечательностями храма являются резной портал мастера Радована (1240 года) и часовня Св. Иоанна Трогирского (часовня Ивана Урсини), возведённая в XV веке учеником Донателло Николой Фирентинацом (1430—1505), Собор также украшен скульптурными работами Андрия Алеши (1425—1505) и Ивана Дукновича (1440—1514). В казне собора хранится коллекция средневекового изобразительного и декоративно-прикладного искусства. Колокольня сочетает в себе черты романского, готического и ренессансного стилей.
Собор Святого Лаврентия считается одним из самых выдающихся памятников архитектуры и религии города. В 1997 году он как часть старого города Трогира был включён в список Всемирного наследия ЮНЕСКО.

## История
Собор начали строить в первой половине XIII века (не позднее 1213 года) на месте старого, который пострадал в конце XII века в результате венецианского опустошения. Собор был посвящён святому Лаврентию. Участок, на котором возведён собор, вероятно, с давних времен был культовым местом, поскольку в фундаменте колокольни были найдены остатки жертвенника богини Геры, которые свидетельствуют о том, что на этом месте находился древнегреческий храм. В раннехристианский период здесь находилась базилика.
В народе собор известен как «Святой Иоанн», в память о блаженном Иоанне, трогирском епископе, мощи которого хранятся в пристроенной к собору часовне.

## Описание

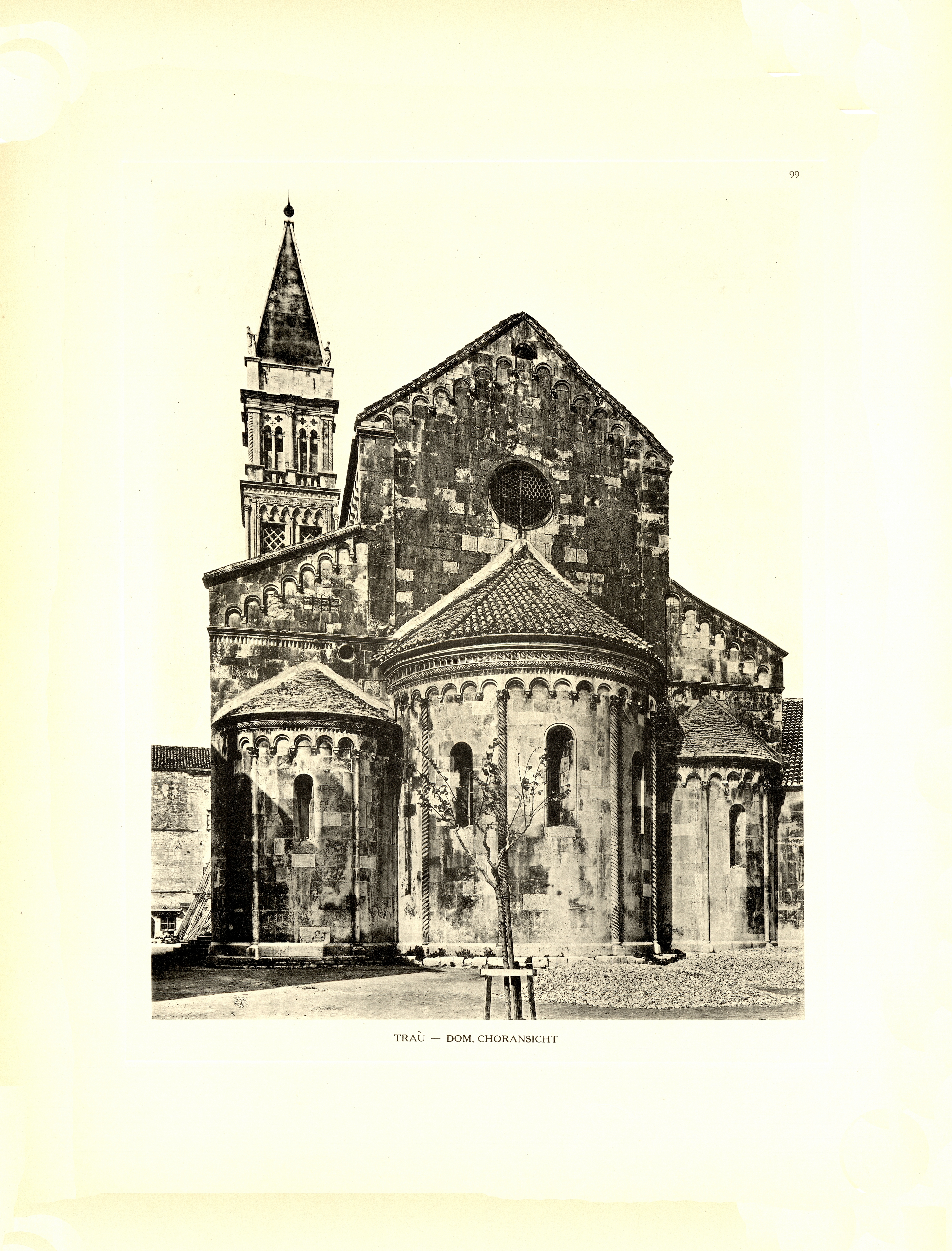
Апсиды собора. Фогограф — Георг Ковальчик, книга «Памятники культуры Далмации», 1909. Вена

Собор Святого Лаврентия — романская трёхнефная базилика с тремя полукруглыми апсидами. Внешняя компактность и значительность изнутри ещё больше выражена, благодаря крепким пилонам, разделяющих просторный и высокий центральный неф от боковых. В отличие от других далматинских церквей, которые строились в период поздней романики, трогирский собор имеет портик, спроектированный уже на начальной стадии строительства, причём по бокам планировалось возвести две колокольни. Однако, исторические обстоятельства повлияли на облик здания. Строительство собора было завершено в середине XIII века. К северной стороне храма примкнул ряд пристроек ещё до начала эпохи Возрождения.
Особенно долго, на протяжении почти трёх с половиной веков продолжалось строительство только одной колокольни, которое было завершено лишь в 1603 году. Построенная в юго-западной части собора и украшенная каменной пластикой колокольня доминирует над всем пространством площади. Стена южного бокового нефа, так же как и среднего, поднятого, а также портик украшены сдержанным романским декором, простыми пилястрами, между которыми вставлены узкие окна с полукруглой аркой, а на самом верху расположен ряд слепых аркад. Почти таким же образом декорированы и три полукруглые апсиды, которые также завершаются вереницей слепых аркад, в то время как оконные проёмы разделены между собой спиральными колоннами романского стиля. В центре южного бокового фасада открывается романский портал, возвышающийся над уровнем площади рядами полукруглых лестниц. Латинская надпись на портале свидетельствует о том, что строительство его было завершено в 1213 году, во времена епископа Трегуна, бывшего родом из Тосканы. Плиты стен хорошо вырезаны, все архитектонические членения и украшения выполнены с высоким чувством меры и мастерством каменщиков.

## Колокольня

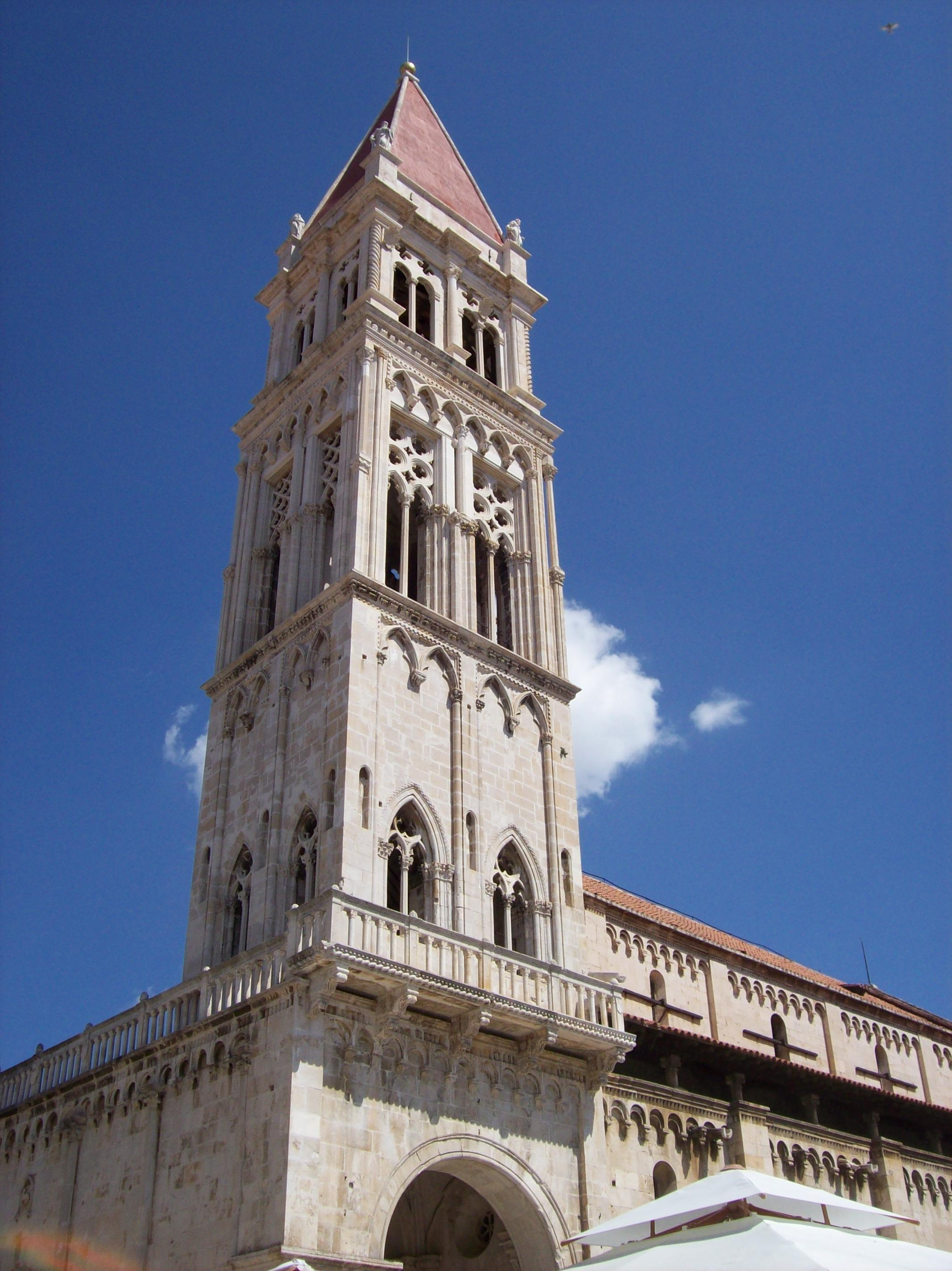
Колокольня

В высоту колокольни собора достигает 47 метров. Её строительство было начато ещё в конце XIV века, однако в 1420 году она сильно пострадала в результате венецианской осады и завоевания города. Строительство первого яруса было завершено в 1422 году в ходе работ по восстановлению собора от последствий разрушений. Колокольня возводилась в сдержанных готических формах с использованием сплошных стеновых плоскостей и тонко высеченных капителей на готических двухарковых окнах. На ярусе есть надписи мастеров Матфея и Степана. Восстановительные работы полностью завершил мастер Матей Гойкович.
Второй ярус строился уже в 40-е годы XV века уже в стиле венецианской готики, причём авторство архитектурного проекта приписывается Лоренцо Пинчино, который до этого был ведущим мастером в сооружении собора Святого Иакова в Шибенике. Пинчино, который в Венеции участвовал в строительстве палаццо Ка’ д’Оро, применил свой опыт тонкого использования плоскостей в стенной поверхности и создания изысканной каменной сетки и тонких высоких столбиков при строительстве колокольни. По замыслу и изысканности отделки, колокольня считается одним из лучших образцов венецианской готики на хорватском побережье Адриатического моря.
Третий ярус колокольни и пирамидальную крышу, законченную ранее, но сильно поврежденную, восстановил и в её формах позднего Ренессанса и завершил в 1605 году мастер Трифун Боканич (1575—1609). Последний ярус своей достаточно небольшой высотой и несколько тяжелыми элементами архитектонического декора испортил готическую концепцию колокольни. С четырёх сторон основы пирамидальной крыши Боканич установил четыре скульптуры венецианского маньеристского скульптора Алессандро Витториа (1525—1608). Ныне по случаю недавней реконструкции колокольни скульптуры были заменены копиями. Оригиналы вместе с другими произведениями сакрального скульптурного искусства выставлены в соседней церкви Святого Иоанна Крестителя. В шар, венчающий вершину колокольни, были помещены мощи святых для того, чтобы защитить собор и город от невзгод.